# 24. Sinfonie (Mjaskowski)
Die 24. Sinfonie in f-Moll op. 63 des russischen Komponisten Nikolai Mjaskowski (1881–1950) aus dem Jahr 1943 ist dem Andenken von Wladimir Derschanowski gewidmet.

## Entstehung und Uraufführung
Nikolai Mjaskowski war aufgrund des deutschen Vormarsches auf Moskau, wo er als Kompositionsprofessor am Konservatorium wirkte, im August 1941 zunächst nach Naltschik im Nordkaukasus, später nach Tbilissi evakuiert worden. 1942 übersiedelte er nach Frunse. Im Dezember 1942 schließlich wurde eine Rückkehr nach Moskau möglich; Mjaskowski sollte die Stadt bis zu seinem Tod 1950 nicht mehr verlassen. Im September 1942 hatte ihn die Todesnachricht des langjährig befreundeten Musikwissenschaftlers und Kritikers Wladimir Derschanowski erreicht. Dessen Andenken widmete er seine 24. Sinfonie (die letzte von drei in den Kriegsjahren ab 1941 entstandenen Sinfonien), mit deren Entwurf er im März 1943 begann. In dieser Zeit erfuhr er zudem vom Tod Sergei Rachmaninows. Nach Unterbrechungen u. a. wegen der Arbeit an seinem 9. Streichquartett fand Mjaskowski im Sommer 1943 wieder Zeit für die Sinfonie, deren Instrumentierung er am 24. August 1943 abschloss. Die Uraufführung fand unter Leitung von Jewgeni Mrawinski am 8. Dezember 1943 im Großen Saal des Moskauer Konservatoriums statt.

## Besetzung, Spieldauer und Charakterisierung
Die Partitur sieht folgende Besetzung vor: 2 Flöten, Piccoloflöte, 2 Oboen, Englischhorn, 2 Klarinetten, Bassklarinette, 2 Fagotte, Kontrafagott, 4 Hörner, 3 Trompeten, 3 Posaunen, Tuba, Pauken, Schlagwerk (Trommel, Paarbecken, Große Trommel) und Streicher.
Die Spieldauer der 24. Sinfonie f-Moll op. 63 von Nikolai Mjaskowski beträgt etwa 32 bis gut 38 Minuten.
Das Werk besitzt drei Sätze, die dem Muster schnell – langsam – schnell entsprechen und wie folgt überschrieben sind:
1. Allegro deciso
2. Molto sostenuto
3. Allegro appassionato

Erster und dritter Satz folgen der Sonatenform und beginnen jeweils mit Blechbläserfanfaren. Das in F-Dur schließende Finale basiert dabei auf einer abgewandelten Form des Seitenthemas des ersten Satzes. Der langsame zweite Satz ist geprägt von der mehrfachen Wiederkehr eines tragisch wirkenden Hauptthemas in unterschiedlicher Orchestrierung. Der Musikwissenschaftler Boris Schwarz vergleicht die Sinfonie mit der etwa einen Monat zuvor uraufgeführten 8. Sinfonie von Dmitri Schostakowitsch und konstatiert gewisse gemeinsame Züge: „düstere Klangfarben, tragische Symbole, eine Neigung zu kontemplativer Betrachtung.“ Allerdings sei Mjaskowski stellenweise „vielleicht heroischer, doch sein Heroismus ist von traditioneller Art […]. Das Werk ist voll von guten und edlen Absichten, doch es erhebt sich nie über ein im wesentlichen konventionelles Konzept.“